# Lepidium densiflorum
Lepidium densiflorum là một loài thực vật có hoa trong họ Cải. Loài này được Schrad. mô tả khoa học đầu tiên năm 1832.